# 1834년 신빈민법
신빈민법, 신구빈법(New Poor Law)이라는 이름으로 널리 알려진 1834년 개정 빈민법(Poor Law Amendament Act 1834)은 그레이 백작의 휘그당 정부에서 영국 의회를 통과한 의회제정법이다. 1601년 구빈법을 대체하고 잉글랜드와 웨일즈의 구빈 체제를 변화시킬 목적으로 입법되었다. 1832년 에드윈 채드윅, 존 버드 섬너, 나소 윌리엄 시니어 등이 참여한 왕립빈민법조사위원회의 보고서에 기반하여 작성되었으며, 토머스 로버트 맬서스와 제러미 벤담, "임금의 철칙" 등을 이론적 근거로 하였다. 윌리엄 코벳과 같은 일부 급진파 의원을 제외한 의회 다수의 찬성으로 통과되었다.

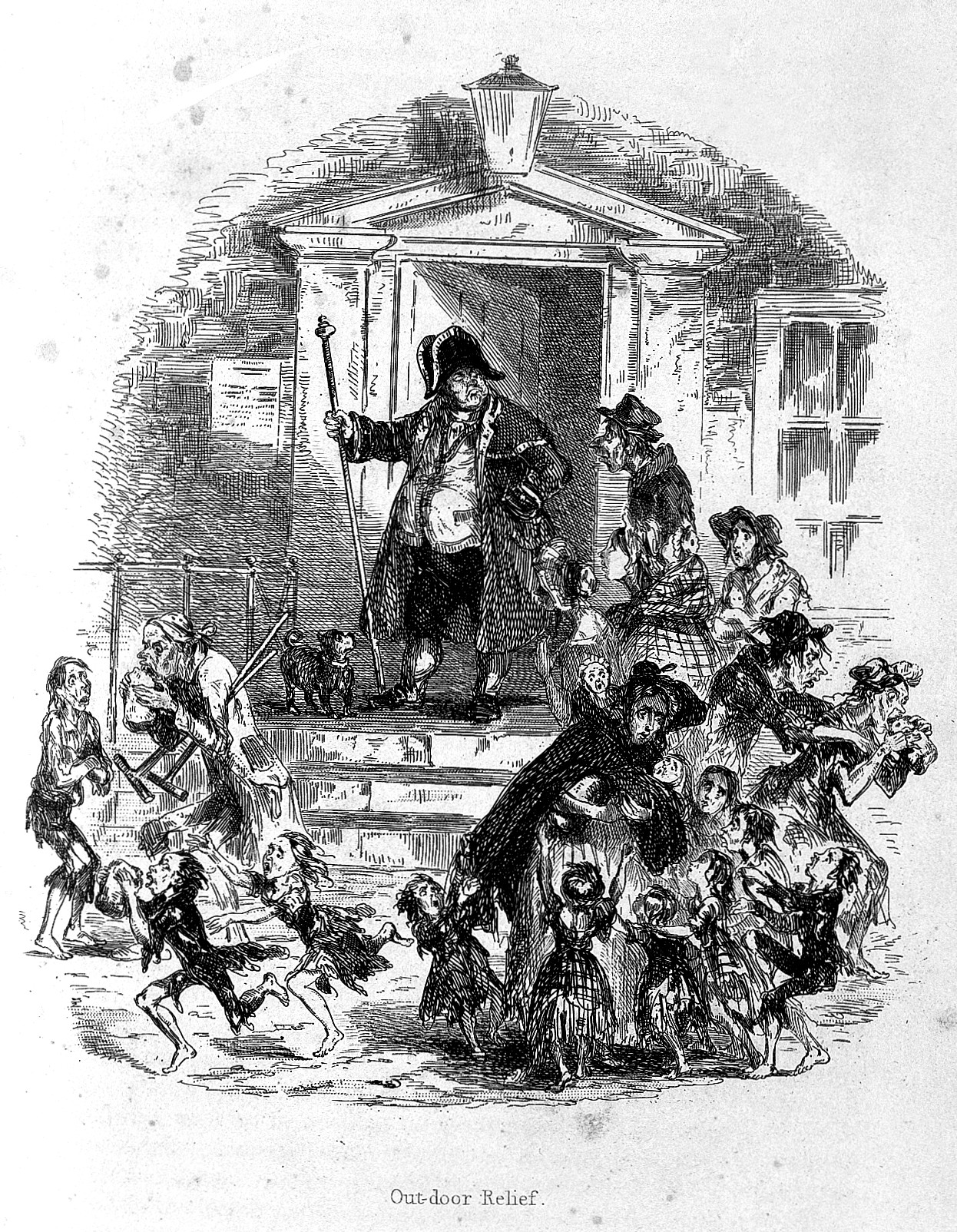
원외구제를 묘사한 1840년경의 그림

신빈민법은 빈민 구제에 드는 비용을 경감하고 기존 구빈법 체제에서의 남용 문제를 해결하려는 의도를 가지고 있었다. 열등처우의 원칙으로 구제 수준을 최저 노동 수입에 달하지 못하도록 하고, 구빈원 외의 구제를 금지하였다. 북부 산업지역에서 신빈민법이 의도한 구빈 체계는 완전히 적용되지 못했으나, 신빈민법은 구빈원의 열악한 환경과 더불어 당대 영국의 사회적 불안의 한 요인이 되었다.
20세기 복지 국가의 대두와 함께 빈민법의 중요성이 감소하게 되었으며, 1948년에 국민부조법이 제정되고 국민부조위원회가 설립되면서 폐지되었다.